# Malina Vongsavady
Malina Vongsavady, née le 17 mai 1997 à La Tronche, est une escrimeuse française dont la spécialité est le sabre.

## Biographie
Malina est née le 17 mai 1997 à La Tronche, en banlieue grenobloise. Elle commence l'escrime à l'age de 10 ans au club de Meylan, et se passionne rapidement pour ce sport.
Elle remporte en 2012 les championnats de France dans la catégorie des moins de 15 ans, et réalise ses premiers tournois internationaux dans les catégories des moins de 17 et moins de 20 ans. Elle remporte notamment la médaille d'argent par équipe aux championnats d'Europe u17 en 2014.
Après l’obtention de son baccalauréat à 17 ans, elle quitte sa ville natale et intègre Sciences Po à Paris en 2014. Elle rejoint l'Institut national du sport, de l'expertise et de la performance  en 2016, et intègre la sélection française pour les épreuves de coupe du monde. Dans la catégorie des moins de 23 ans, elle devient vice-championne d'Europe par équipe à Minsk en 2017, et remporte la médaille de bronze en individuel aux championnats d'Europe 2018 à Erevan.
En 2020, elle est diplômée du master "International Security" de Sciences Po.
La sabreuse réalise son premier podium individuel lors d'une épreuve de coupe du monde à Plovdiv en 2022. Lors des Championnats d'Europe d'escrime 2022 à Antalya, elle remporte la médaille d'or par équipe aux côtés de Sara Balzer, Caroline Queroli et Sarah Noutcha,,.
Lors des Jeux Mondiaux Universitaires de Chengdu en 2023, elle décroche la médaille de bronze. Elle devient également championne du monde universitaire par équipe aux côtés de Sarah Noutcha, Anne Poupinet et Cyrielle Rioux. 

## Palmarès
- Championnats d'Europe
  -  Médaille d'or par équipe aux championnats d'Europe 2022 à Antalya
  -  Médaille de bronze en individuel aux championnats d'Europe u23 2018 à Erevan
  -  Médaille d'argent par équipe aux championnats d'Europe u23 2017 à Minsk
  -  Médaille d'argent par équipe aux championnats d'Europe u17 2014 à Jérusalem
- Épreuves de coupe du monde
  -  Médaille de bronze en individuel à la coupe du monde de Plovdiv en 2022

- Universiades
  -  Médaille d'or par équipe aux Jeux Mondiaux Universitaires de Chengdu en 2023
  -  Médaille de bronze en individuel aux Jeux Mondiaux Universitaires de Chengdu en 2023